# 괜찮아
《괜찮아》는 음악 그룹 쓰리쓰리의 음반이다. 킹핀 엔터테인먼트가 이 음반의 배급을 담당하였다.

## 수록곡
1. 괜찮아
2. 괜찮아(락 버전)
3. 마음이 고와야지
4. 비 속의 여인
5. 괜찮아(연주곡)
6. 괜찮아(락 버전 연주곡)
7. 마음이 고와야지(연주곡)
8. 비 속의 여인(연주곡)